# كارين رويتفيلد
كارين روتفيلد (بالفرنسية: Carine Roitfeld)، مواليد 19 سبتمبر 1954) هي محررة مجلة أزياء فرنسية، وعارضة أزياء سابقة، وكاتبة. شغلت سابقًا منصب رئيسة تحرير مجلة فوغ باريس من عام 2001 إلى عام 2011. وفي عام 2012، أصبحت مؤسِّسة ورئيسة تحرير مجلة سي ار فاشون بوك، وهي مجلة مطبوعة تُنشر مرتين سنويًا ومقرها مدينة نيويورك.

## الروابط الخارجية
- كارين رويتفيلد على موقع مونزينجر (الألمانية)

- Paris Vogue official website
- Healy, Murray: "'We're French! We smoke, we show flesh, we have a lot of freedom!'" The Observer, 25 February 2007.
- CR Fashion Book